# Сергей Есенин (фильм)
«Серге́й Есе́нин» — советский чёрно-белый полнометражный документальный фильм 1965 года, созданный к 70-летию со дня рождения русского поэта Сергея Есенина на Центральной студии документальных фильмов.

## Содержание
Пейзажи средней полосы России в разные времена года. Село Константиново, Баку. Пейзажи Чёрного моря и Кавказских гор. Фотографии Сергея Есенина, членов его семьи, близких друзей за разные годы. Фотографии Айседоры Дункан. Кинохроника Первой мировой войны, Гражданской войны, улицы Москвы, Парижа, Берлина, Нью-Йорка.
Книги Есенина, газетные статьи, иллюстрирующие страницы биографии поэта. Звучат стихи Есенина.

## Съёмочная группа
- Авторы сценария: Юрий Прокушев, Павел Русанов
- Режиссёры: Павел Русанов, Борис Карпов
- Операторы: Николай Шмаков, Павел Русанов
- Композитор: Александр Холминов
- Звукооператор: Завель Уздин
- Текст читает: Алексей Консовский

## История создания
Биографический фильм о поэте изначально строился на основе его стихов; консультантами были приглашены сёстры поэта Екатерина Есенина и Александра Есенина.
Съёмки проходили в Москве, Ленинграде, на Кавказе, в селе Константиново и станции Чемодановка под Рязанью. Для эпизода «Персидские мотивы» был выбран Дворец ширваншахов в Баку, к эпизоду в чайхане подошло местечко с самоваром и столиками под открытым небом в бакинском парке.

## Награды и премии
- 1966 — II ВКФ в Киеве: 2-я премия среди документальных фильмов[1];
- 1971 — Государственная премия РСФСР имени братьев Васильевых за фильмы «Бессмертная юность» (1958), «Сергей Есенин» (1965), «Слово об одной русской матери» (1966), «Была на земле деревня Красуха» (1968)[источник не указан 701 день].